# Johan Micoud
Johan Micoud (Cannes, 24 luglio 1973) è un ex calciatore e dirigente sportivo francese, di ruolo centrocampista.

## Carriera

### Club
Iniziò a giocare nel settore giovanile del Cannes. Nel 1999 la sua carriera conobbe una svolta con il trasferimento al Bordeaux, con cui il giocatore vinse il campionato di prima divisione da protagonista.
Nel 2000 fu acquistato dal Parma, squadra della Serie A italiana con cui giocò per due anni su buoni livelli dimostrando di possedere doti tecniche sopraffine e visione di gioco fuori dal comune. Nel 2002 approdò in Bundesliga, al Werder Brema. In quattro anni vinse il titolo nazionale e la Coppa di Germania, entrambi nel 2004.
Nell'estate 2006 è tornato al Bordeaux dove rimane sino al maggio del 2008. Il 17 settembre 2008 Micoud afferma in un'intervista rilasciata al quotidiano L'Equipe di voler lasciare il calcio, dopo non aver rinnovato il contratto con il Bordeaux.

### Nazionale
Le sue ottime prestazioni con il Bordeaux non sono passate inosservate, tanto da fargli guadagnare la sua prima convocazione in Nazionale. Ha debuttato con i Bleus in un'amichevole vinta per 1-0 contro l'Irlanda del Nord nell'agosto del 1999.
In Nazionale non ha trovato molto spazio a causa della presenza, nel suo ruolo, di Zinédine Zidane. Ha partecipato al Campionato europeo 2000, vincendo il torneo (disputando solo una partita, ovvero la gara del girone contro i Paesi Bassi), e al Campionato mondiale 2002 (in cui ha giocato 2 gare).
Dopo il fallimentare Mondiale 2002 (i transalpini sono stati eliminati al primo turno nonostante un abbordabile girone con Danimarca, Senegal e Uruguay) ha disputato solo 1 partita il 31 marzo 2004 in amichevole contro i Paesi Bassi, che è stata l'ultima per lui in Nazionale.
In totale ha collezionato 17 presenze con 1 goal in Nazionale, segnato in amichevole il 15 novembre 2000 contro la Turchia alla nona presenza.

## Statistiche

### Presenze e reti nei club
| Stagione            | Squadra             | Campionato          | Campionato | Campionato | Coppe nazionali | Coppe nazionali | Coppe nazionali | Coppe continentali | Coppe continentali | Coppe continentali | Altre coppe | Altre coppe | Altre coppe | Totale | Totale |
| Stagione            | Squadra             | Comp                | Pres       | Reti       | Comp            | Pres            | Reti            | Comp               | Pres               | Reti               | Comp        | Pres        | Reti        | Pres   | Reti   |
| ------------------- | ------------------- | ------------------- | ---------- | ---------- | --------------- | --------------- | --------------- | ------------------ | ------------------ | ------------------ | ----------- | ----------- | ----------- | ------ | ------ |
| 1992-1993           | Cannes              | D2                  | 28         | 2          | CF              | 0               | 0               |                    | -                  | -                  | -           | -           | -           | 28     | 2      |
| 1993-1994           | Cannes              | D1                  | 34         | 3          | CF              | 1               | 0               | -                  | -                  | -                  | -           | -           | -           | 35     | 3      |
| 1994-1995           | Cannes              | D1                  | 33         | 7          | CF+CdL          | 1+1             | 0               | CU                 | 4                  | 1                  | -           | -           | -           | 39     | 8      |
| 1995-1996           | Cannes              | D1                  | 32         | 5          | CF+CdL          | 1+3             | 1+0             | Int                | 1                  | 0                  | -           | -           | -           | 37     | 6      |
| Totale Cannes       | Totale Cannes       | Totale Cannes       | 127        | 17         |                 | 7               | 1               |                    | 5                  | 1                  |             | -           | -           | 139    | 19     |
| 1996-1997           | Bordeaux            | D1                  | 36         | 8          | CF+CdL          | 4+4             | 1+0             | -                  | -                  | -                  | -           | -           | -           | 44     | 9      |
| 1997-1998           | Bordeaux            | D1                  | 29         | 4          | CF+CdL          | 1+5             | 0+3             | CU                 | 1                  | 0                  | -           | -           | -           | 36     | 7      |
| 1998-1999           | Bordeaux            | D1                  | 31         | 9          | CF+CdL          | 1+1             | 0+0             | CU                 | 8                  | 3                  | -           | -           | -           | 41     | 12     |
| 1999-2000           | Bordeaux            | D1                  | 31         | 6          | CF+CdL          | 5+2             | 1+0             | UCL                | 12                 | 2                  | SF          | 1           | 0           | 51     | 9      |
| 2000-2001           | Parma               | A                   | 29         | 4          | CI              | 6               | 2               | CU                 | 4                  | 1                  | -           | -           | -           | 39     | 7      |
| 2001-2002           | Parma               | A                   | 18         | 5          | CI              | 6               | 1               | CU                 | 2                  | 0                  | -           | -           | -           | 26     | 6      |
| Totale Parma        | Totale Parma        | Totale Parma        | 47         | 9          |                 | 12              | 3               |                    | 6                  | 1                  |             | -           | -           | 65     | 13     |
| 2002-2003           | Werder Brema        | BL                  | 28         | 5          | CG              | 3               | 0               | CL                 | 4                  | 2                  | -           | -           | -           | 35     | 7      |
| 2003-2004           | Werder Brema        | BL                  | 32         | 10         | CG              | 6               | 4               | Int                | 4                  | 1                  | -           | -           | -           | 42     | 15     |
| 2004-2005           | Werder Brema        | BL                  | 33         | 8          | CG+LP           | 5+2             | 2+0             | UCL                | 8                  | 1                  | -           | -           | -           | 48     | 11     |
| 2005-2006           | Werder Brema        | BL                  | 30         | 8          | CG+LP           | 2+2             | 1+0             | UCL                | 10                 | 5                  | -           | -           | -           | 44     | 14     |
| Totale Werder Brema | Totale Werder Brema | Totale Werder Brema | 123        | 31         |                 | 20              | 7               |                    | 26                 | 9                  |             | -           | -           | 169    | 47     |
| 2006-2007           | Bordeaux            | L1                  | 32         | 5          | CF+CdL          | 1+4             | 0+0             | UCL+CU             | 5+1                | 0                  | -           | -           | -           | 43     | 5      |
| 2007-2008           | Bordeaux            | L1                  | 29         | 5          | CF+CdL          | 3+0             | 2+0             | CU                 | 6                  | 1                  | -           | -           | -           | 38     | 8      |
| Totale Bordeaux     | Totale Bordeaux     | Totale Bordeaux     | 188        | 37         |                 | 31              | 7               |                    | 33                 | 6                  |             | 1           | 0           | 253    | 50     |
| Totale carriera     | Totale carriera     | Totale carriera     | 485        | 94         |                 | 70              | 18              |                    | 70                 | 17                 |             | 1           | 0           | 626    | 129    |

### Cronologia presenze e reti in nazionale
| Cronologia completa delle presenze e delle reti in nazionale ― Francia | Cronologia completa delle presenze e delle reti in nazionale ― Francia | Cronologia completa delle presenze e delle reti in nazionale ― Francia | Cronologia completa delle presenze e delle reti in nazionale ― Francia | Cronologia completa delle presenze e delle reti in nazionale ― Francia | Cronologia completa delle presenze e delle reti in nazionale ― Francia | Cronologia completa delle presenze e delle reti in nazionale ― Francia | Cronologia completa delle presenze e delle reti in nazionale ― Francia |
| Data                                                                   | Città                                                                  | In casa                                                                | Risultato                                                              | Ospiti                                                                 | Competizione                                                           | Reti                                                                   | Note                                                                   |
| ---------------------------------------------------------------------- | ---------------------------------------------------------------------- | ---------------------------------------------------------------------- | ---------------------------------------------------------------------- | ---------------------------------------------------------------------- | ---------------------------------------------------------------------- | ---------------------------------------------------------------------- | ---------------------------------------------------------------------- |
| 18-8-1999                                                              | Belfast                                                                | Irlanda del Nord                                                       | 0 – 1                                                                  | Francia                                                                | Amichevole                                                             | -                                                                      |                                                                        |
| 13-11-1999                                                             | Saint-Denis                                                            | Francia                                                                | 3 – 0                                                                  | Croazia                                                                | Amichevole                                                             | -                                                                      | 85’                                                                    |
| 29-3-2000                                                              | Glasgow                                                                | Scozia                                                                 | 0 – 2                                                                  | Francia                                                                | Amichevole                                                             | -                                                                      | 46’                                                                    |
| 26-4-2000                                                              | Saint-Denis                                                            | Francia                                                                | 3 – 2                                                                  | Slovenia                                                               | Amichevole                                                             | -                                                                      | 46’                                                                    |
| 28-5-2000                                                              | Zagabria                                                               | Croazia                                                                | 0 – 2                                                                  | Francia                                                                | Amichevole                                                             | -                                                                      | 60’                                                                    |
| 6-6-2000                                                               | Casablanca                                                             | Marocco                                                                | 1 – 5                                                                  | Francia                                                                | Trofeo di calcio Hassan II 2000 - Finale                               | -                                                                      | 20’ 67’                                                                |
| 21-6-2000                                                              | Amsterdam                                                              | Paesi Bassi                                                            | 3 – 2                                                                  | Francia                                                                | Euro 2000 - 1º turno                                                   | -                                                                      |                                                                        |
| 4-10-2000                                                              | Saint-Denis                                                            | Francia                                                                | 1 – 1                                                                  | Camerun                                                                | Amichevole                                                             | -                                                                      | 75’                                                                    |
| 15-11-2000                                                             | Istanbul                                                               | Turchia                                                                | 0 – 4                                                                  | Francia                                                                | Amichevole                                                             | 1                                                                      |                                                                        |
| 24-3-2001                                                              | Saint-Denis                                                            | Francia                                                                | 5 – 0                                                                  | Giappone                                                               | Amichevole                                                             | -                                                                      | 58’                                                                    |
| 28-3-2001                                                              | Valencia                                                               | Spagna                                                                 | 2 – 1                                                                  | Francia                                                                | Amichevole                                                             | -                                                                      | 62’                                                                    |
| 15-8-2001                                                              | Nantes                                                                 | Francia                                                                | 1 – 0                                                                  | Danimarca                                                              | Amichevole                                                             | -                                                                      | 64’                                                                    |
| 17-4-2002                                                              | Saint-Denis                                                            | Francia                                                                | 0 – 0                                                                  | Russia                                                                 | Amichevole                                                             | -                                                                      | 82’                                                                    |
| 18-5-2002                                                              | Saint-Denis                                                            | Francia                                                                | 1 – 2                                                                  | Belgio                                                                 | Amichevole                                                             | -                                                                      | 46’                                                                    |
| 6-6-2002                                                               | Pusan                                                                  | Francia                                                                | 0 – 0                                                                  | Uruguay                                                                | Mondiali 2002 - 1º turno                                               | -                                                                      |                                                                        |
| 11-6-2002                                                              | Incheon                                                                | Danimarca                                                              | 2 – 0                                                                  | Francia                                                                | Mondiali 2002 - 1º turno                                               | -                                                                      | 71’                                                                    |
| 31-3-2004                                                              | Rotterdam                                                              | Paesi Bassi                                                            | 0 – 0                                                                  | Francia                                                                | Amichevole                                                             | -                                                                      |                                                                        |
| Totale                                                                 |                                                                        | Presenze                                                               | 17                                                                     |                                                                        | Reti                                                                   | 1                                                                      |                                                                        |

## Palmarès

### Club
- Campionato francese: 1

Bordeaux: 1998-1999
- Coppa Italia: 1

Parma: 2001-2002
- Campionato tedesco: 1

Werder Brema: 2003-2004
- Coppa di Germania: 1

Werder Brema: 2003-2004
- Coppa di Lega francese: 1

Bordeaux: 2006-2007

### Nazionale
- Campionato d'Europa: 1

2000